# Palais Gustavo Capanema
Pour les articles homonymes, voir Capanema (homonymie).

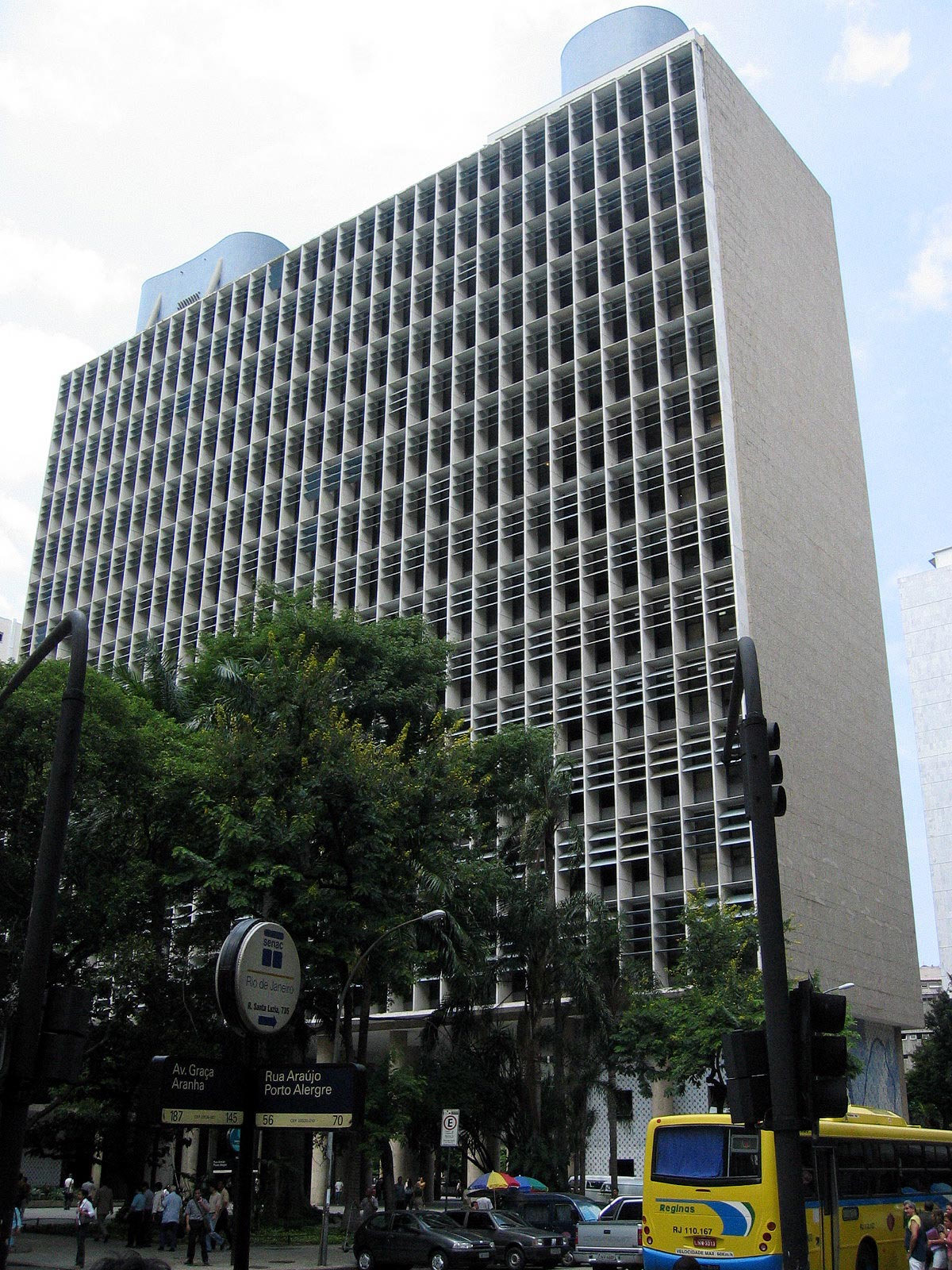
Façade du palais Gustavo Capanema.

Le palais Gustavo Capanema (en portugais : Palácio Gustavo Capanema), aussi connu dans le domaine de l'architecture comme le bâtiment du ministère de l'Éducation et de la Santé, est un bâtiment fédéral situé à Rio de Janeiro, au Brésil.
Il est l'œuvre d'une équipe composée d'Affonso Eduardo Reidy, Oscar Niemeyer, Ernani Vasconcellos, Carlos Leão, Jorge Machado Moreira et Roberto Burle Marx. Le Corbusier, qui est à l'origine du dessin, supervise également le projet, exemple du mouvement moderne des années 1930 et immeuble emblématique de la ville.
La construction a débuté sous le gouvernement de Getúlio Vargas en 1939 et s'est achevée en 1943, afin d'abriter le nouveau ministère de l'Éducation et de la Santé du Brésil. En 1960, lorsque la nouvelle capitale désignée est Brasilia, le bâtiment devient un bureau régional pour le ministère.
Le bâtiment est nommé d'après la personnalité politique brésilienne Gustavo Capanema. Il abrite des œuvres du peintre Candido Portinari.

## Galerie de photos

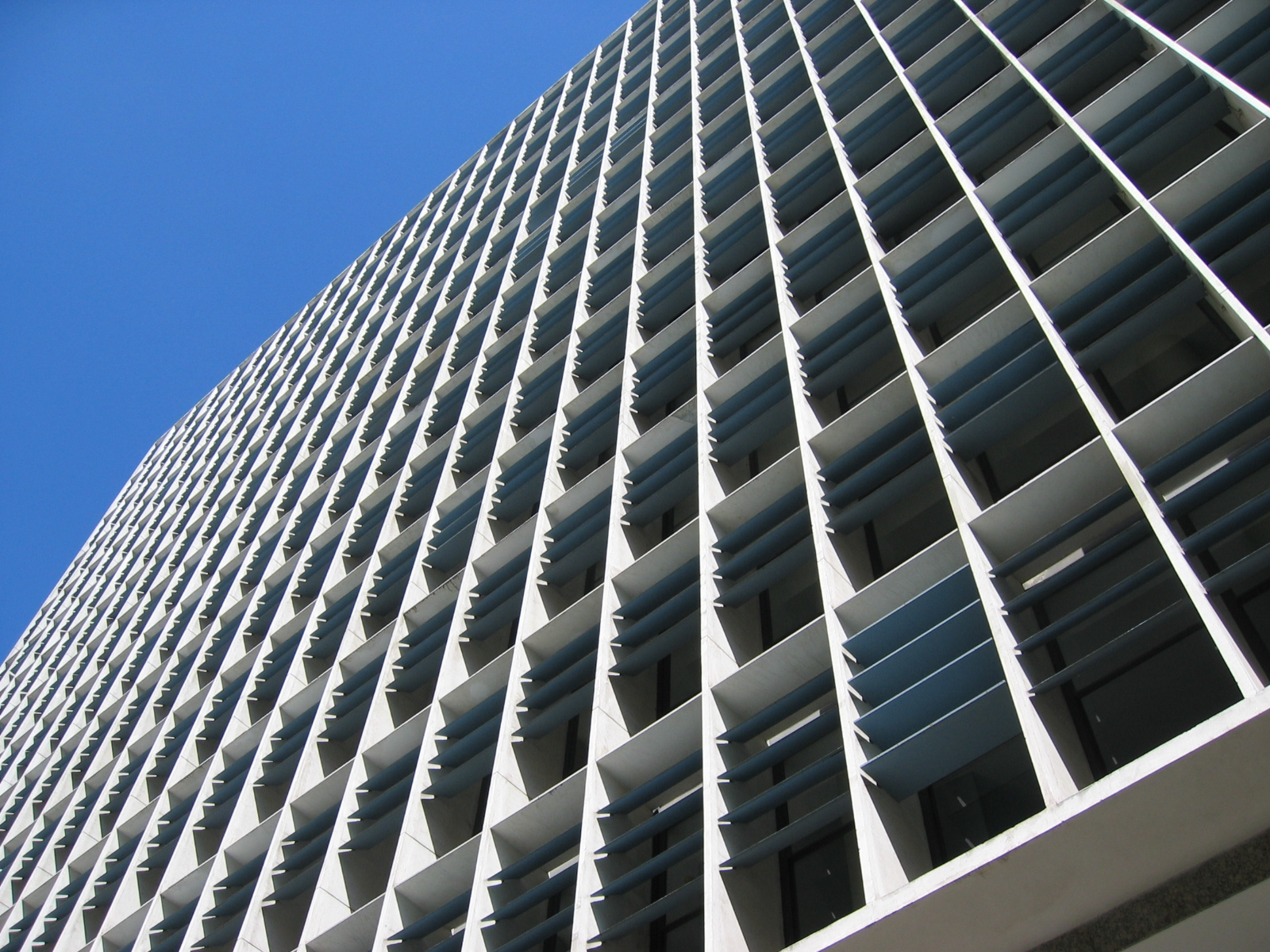
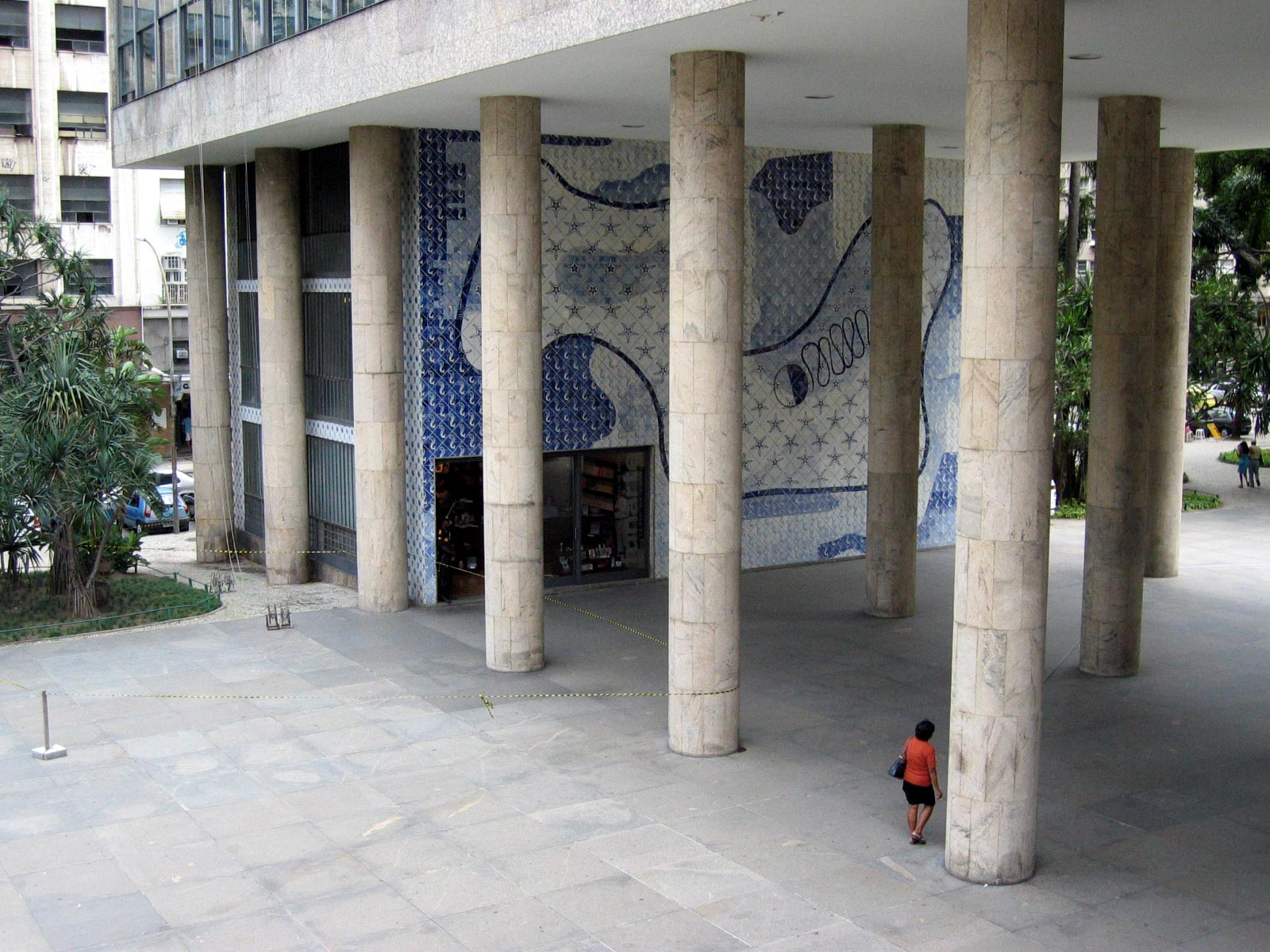
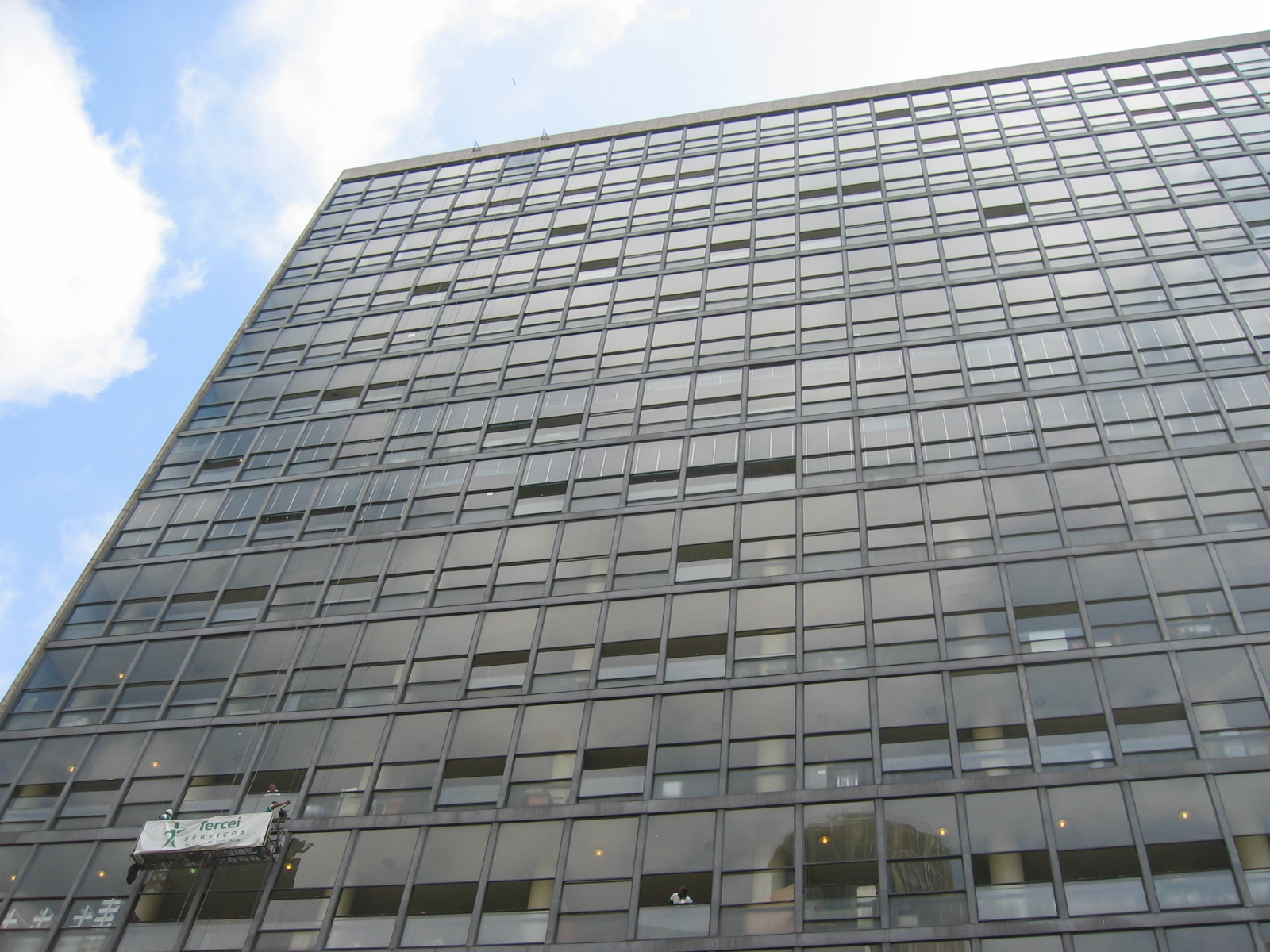
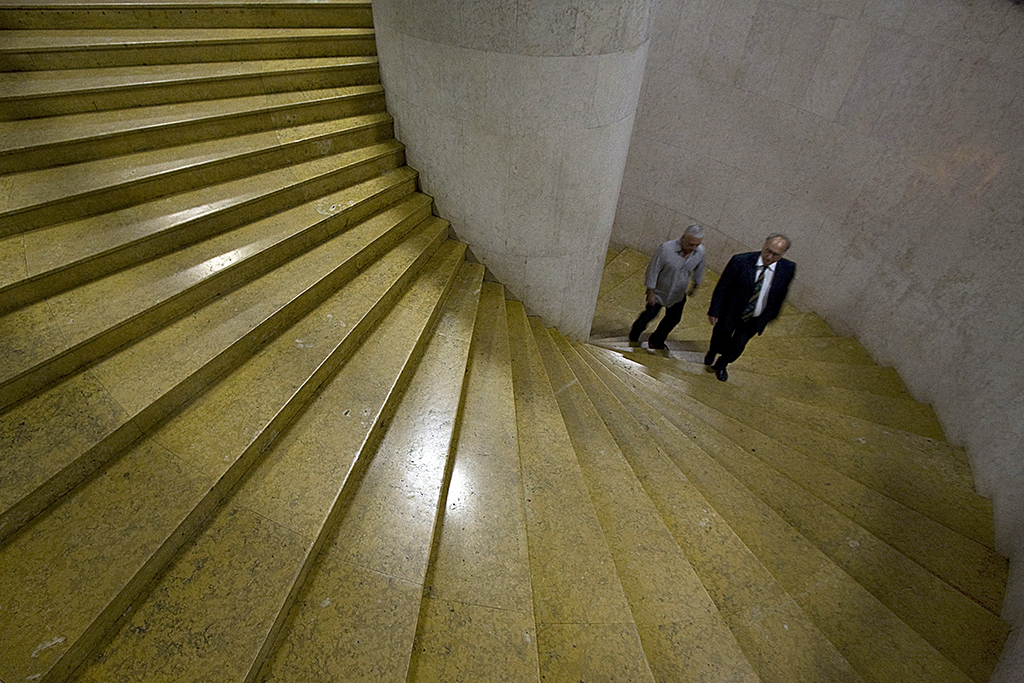